# Agonopterix melancholica
Agonopterix melancholica is een vlinder uit de familie grasmineermotten (Elachistidae). De wetenschappelijke naam is voor het eerst geldig gepubliceerd in 1917 door Rebel.
De soort komt voor in Europa.